# Charles Eugène de Champs

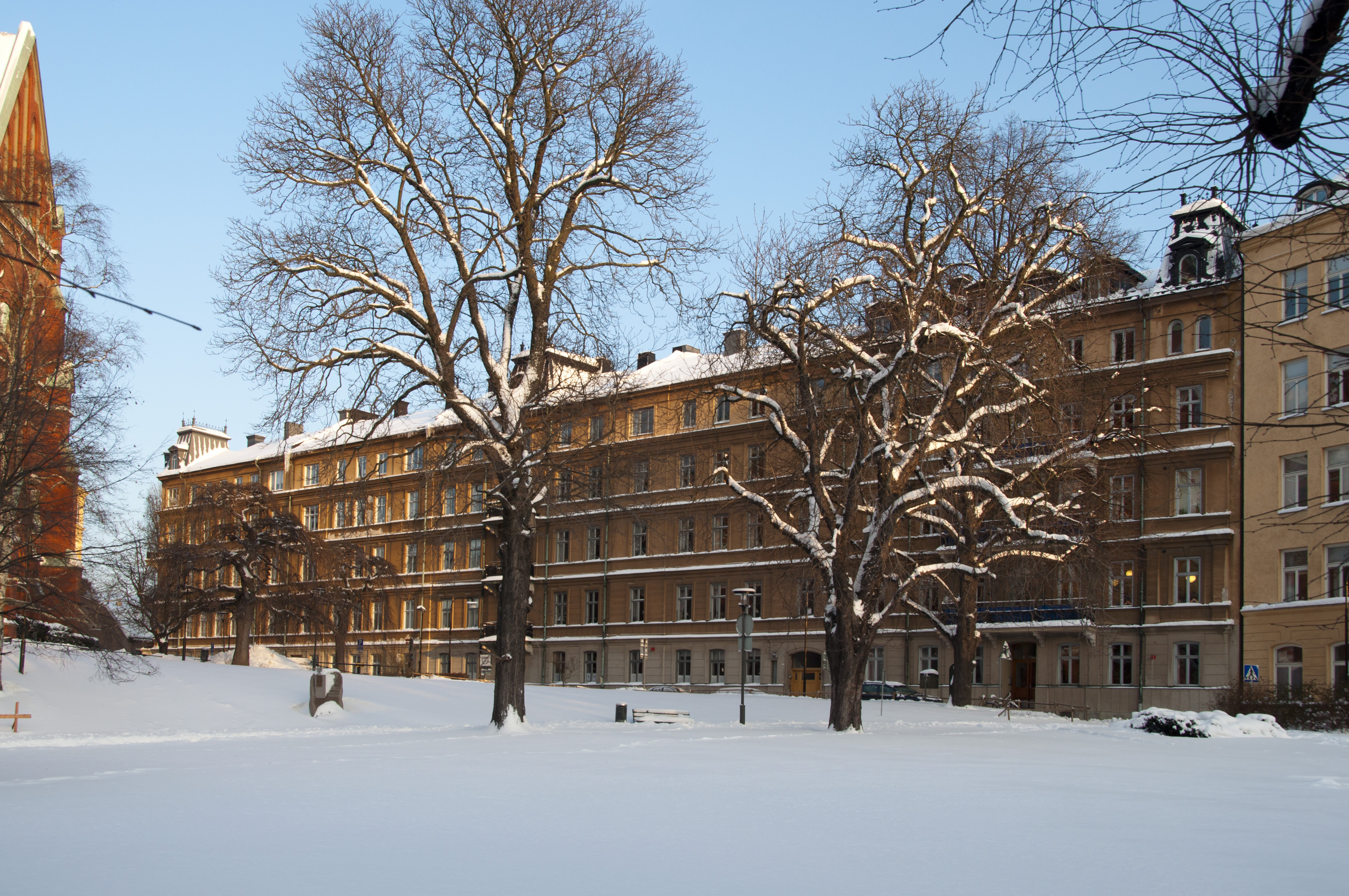
de Champska husen längs Johannesgatan.

Charles Eugène de Champs, född den 4 juli 1837 i Liège i Belgien, död den 5 juni 1917 i Stockholm., var en svensk sjöofficer.
Charles Eugène de Champs invandrade till Sverige från Belgien. Han uppnådde kommendörkaptens rang i den kungliga flottan. de Champs gifte sig med Eva Skytte af Sätra och blev far till officerarna Henri de Champs och Charles de Champs.
Charles Eugène de Champs var byggherre till de de Champska husen i Stockholm, vilka uppfördes vid Sankt Johannes kyrka i kvarteren Hägerberget och Höjden på 1870- och 1880-talen och fortfarande ägs av släkten de Champs.